# Strathpine
 Strathpine  'es un suburbio en, Queensland, Australia. En Strathpine se ubican numerosas empresas, entre las cuales destacan las oficinas del distrito de Pine Rivers de la región de la Moreton Bay. Cuenta también con un centro comercial urbano de tamaño mediano, el Strathpine Central.

## Historia
"Strathpine" es un topónimo escocés.
El desarrollo aumentó hasta la década de 1960, cuando la población en rápido crecimiento de Brisbane se expandió hacia el área. La mayoría de las granjas se vendieron y el área se convirtió rápidamente en un centro residencial y comercial.
En los últimos años, el suburbio se ha ido diversificando, los hogares que hablan otros idiomas además del inglés han aumentado. Algunos de los idiomas más comunes son el samoano, el hindi, el tagalo y el chino mandarín.

## Escuelas
- Strathpine State School
- Strathpine West State School
- Pine Rivers State High School